# Pedestrian
Pedestrian è una band alternative rock di Los Angeles, California, USA. La band è stata formata alla fine del 2002 da Joel Shearer, cantautore e chitarrista della band.
I membri della band hanno suonato con artisti come Gnarls Barkley, Damien Rice, Alanis Morissette, e Our Lady Peace. I Pedestrian sono anche stati invitati ad aprire i concerti di Damien Rice nel 2003 e degli Our Lady Peace nel 2005.
Joel Shearer ha una propria etichetta discografica, la Headwreckords,  e un accordo di distribuzione con la Iris Records.

## Membri della band
- Joel Shearer (voce, chitarre)
- Joseph Karnes (basso, voce)
- Zac Rae (tastiere, chitarra, basso)
- Blair Sinta (percussioni, voce)

Ex-membri o collaboratori:
- Brendan Buckley (batteria, tastiera, voce)
- Stewart Cole (tromba)
- Cedric Lemoyne (basso)
- Ed Maxwell (batteria, voce)
- Kane McGee (batteria)

## Discografia
I Pedestrian hanno pubblicato quattro cd: gli EP "Electric" e "Acoustic" (2003), e gli album "Ghostly Life" (2006) e "Sidegeist" (2008)

### Ghostly Life
La band ha impiegato molto tempo a registrare il primo album, Ghostly Life, perché i membri della band erano impegnati in tour con Damien Rice (2003) e Our Lady Peace (2005) e a registrare con altri artisti.
"Ghostly Life" è stato ispirato da: "politica, arte, amore, odio, vita, solitudine, caos, e ottimo Scotch".

### Sidegeist
Sidegeist è stato registrato nello studio della band a Los Angeles. Include la collaborazione di Randy Kerber (piano in "Let the Ending Begin") e Shara Worden (voce in "Shape of a Pocket") dei My Brightest Diamond.
Sidegeist è stato ispirato da "politica, arte, amore, vita, solitudine, caos, ottimo Scotch e un bellissimo cane di nome Cedrick". Dopo l'uscita di Sidegeist, la band è stata nominata "Band del mese" dal The Deli LA per la prima metà di Settembre.

### Discografia completa
| Date of Release | Title        | Tracklisting |
| --------------- | ------------ | --- |
| (date unknown)  | Live         | (tracklist unknown) |
| 2003            | Acoustic     | 1. Oxygen 2. Red Tape 3. Folly of Leaders 4. Overwhlemed 5. A 6. Sick Love 7. B 8. Eventually                                                                                             |
| 2003            | Electric     | 1. Overwhelmed 2. A 3. Red Tape 4. Temporary 5. Finally all the Noise 6. B 7. Plucked 8. C 9. Dosify                                                                                      |
| May 3, 2006     | Ghostly Life | 1. Headwreck 2. Hummingbird on a Wire 3. Overwhelmed 4. Come Down After 5. Playing God 6. Pleased 7. The Abundance Of 8. This Pretty Girl 9. Brian on a Stick 10. Dosify 11. Ghostly Life |
| 2008            | Sidegeist    | 1. Covered in Grey 2. Blow Against the Wind 3. Silent Faces 4. Shape of a Pocket 5. Your Radio 6. Go 7. Song for a Lady 8. The Heights 9. Storm 10. Let the Ending Begin                  |